# 西多蘭鎮區 (密蘇里州卡斯縣)
西多蘭鎮區（英語：West Dolan Township）是位於美國密蘇里州卡斯縣的一個行政鎮區。

## 地方資料
西多蘭鎮區的面積為71.10平方千米，當中陸地面積為70.86平方千米，而水域面積為0.24平方千米。根據2020年美國人口普查的數據，當地共有人口861人，而人口密度為每平方千米12.11人。